# Comuna de Alwernia
Alwernia (polaco: Gmina Alwernia) é uma gminy (comuna) na Polónia, na voivodia de Pequena Polónia e no condado de Chrzanowski.
De acordo com os censos de 2006, a comuna tem 12 726 habitantes, com uma densidade 169,1 hab/km².

## Área
Estende-se por uma área de 75,27 km², incluindo:
- área agricola: 55%
- área florestal: 32%

## Demografia
Dados de 31 de Dezembro de 2006:
|                      | Total   | Total | Mulheres | Mulheres | Homens  | Homens |
| -------------------- | ------- | ----- | -------- | -------- | ------- | ------ |
|                      | pessoas | %     | pessoas  | %        | pessoas | %      |
| População            | 12 726  | 100   | 6451     | 50,7     | 6275    | 49,3   |
| Densidade (pop./km²) | 169,1   | 100   | 85,7     | 85,7     | 83,4    | 83,4   |

De acordo com dados de 2002, o rendimento médio per capita ascendia a 1288,03 zł.

## Comunas vizinhas
- Babice, Chrzanów, Czernichów, Krzeszowice, Spytkowice, Trzebinia, Zator